# El bey w-dayertou
El bey w-dayertou (en arabe : الباي و ديارتو), el kadi w adlou (en arabe : القاضي و عدلو) ou el kadi ou jmaatou (en arabe : القاضي و جماعتو) est un plat traditionnel algérien au poulet et aux œufs.

## Origine et étymologie
Ce plat est originaire de la casbah d'Alger et remonte à la régence d'Alger. Il s'agit d'un plat royal. Son nom signifie « le bey et sa cour », car le poulet représente le bey et les œufs son entourage. El kadi ou jmaatou signifie « le juge et son entourage ».

## Description
Les morceaux de poulet sont cuits dans une sauce blanche. En fin de cuisson, on casse des œufs entre deux morceaux de poulet et la cuisson se termine à petit feu dans un plat à tajine.